# Hef Buthe
Hef Buthe (* 1946) ist ein deutscher Journalist, Kriegsreporter, Unternehmensberater und Schriftsteller.

## Leben
Hef Buthe ist in dritter Ehe verheiratet und Vater einer Tochter. Als Berichterstatter war er in Vietnam zwischen 1969 und 1975, im Bürgerkrieg in Nicaragua und 1973 im Jom-Kippur-Krieg. Seit 2006 hat er sechs Romane veröffentlicht, die vom Verlag als Thriller bezeichnet werden.

## Werke
- Das Erbe der Loge. Bastei Lübbe, Bergisch Gladbach 2006, ISBN 3-404-15599-8
- Im Schatten des Münsters. Bastei Lübbe, Bergisch Gladbach 2007, ISBN 978-3-404-15783-9
- Der brennende Dornbusch. Bastei Lübbe, Bergisch Gladbach 2008, ISBN 978-3-404-15938-3
- Die Büßer von Mallorca. Bastei Lübbe, Bergisch Gladbach 2009, ISBN 978-3-404-16358-8
- Saigon – Berlin. Bastei Lübbe, Köln 2010, ISBN 978-3-404-16514-8
- Lebenslänglich tot. Bastei Lübbe, Köln 2011, ISBN 978-3-404-16598-8